# Karl Friedrich von Selasinsky
Karl Friedrich von Selasinsky, auch Carl Friedrich und von Selasinski (* 24. Januar 1786 in Vargow; † 26. April 1860 in Berlin) war ein preußischer General der Infanterie, Mitglied der Frankfurter Nationalversammlung und führender deutscher Freimaurer.

## Leben

### Herkunft
Karl Friedrich war der Sohn des Rittergutsbesitzers Michael von Selasinsky (* 1755 in Schimmerwitz; † 1853 in Stolp) und dessen Ehefrau Helene, geborene von Losthin (* 1749 in Vargow; † 10. März 1801 in Krampkewitz). Gustav von Selasinsky war sein Bruder.

### Militärkarriere
Selasinsky besuchte ab 26. April 1794 zunächst das Kadettenhaus Stolp und kam dann am 18. Mai 1799 in die Kadettenanstalt Berlin. Von dort wurde er am 7. März 1803 als Fähnrich in das Infanterieregiment „von Manstein“ Nr. 55 überwiesen. Im Jahr darauf folgte am 3. Juni 1804 seine Beförderung zum Sekondeleutnant. Als solcher wurde er ab 13. Mai 1806 Adjutant des Generalleutnants Hermann Johann Ernst von Manstein. Während des Vierten Koalitionskrieges 1806/07 kämpfte Selasinsky bei Praust, Zigankenberg, Friedberg und war bei der Verteidigung von Danzig. Nach der Niederlage Preußens und dem Frieden von Tilsit wurde er inaktiv.
Im Dezember 1808 kam Selasinsky in das 3. Ostpreußische Infanterieregiment und wurde dann am 17. März 1810 zum Kadettenkorps nach Berlin versetzt. Hier wurde er bis Anfang Februar 1813 als Lehrer verwendet und erhielt dann den Auftrag, die ältesten Zöglinge der Anstalt nach Breslau zu führen. Nach der Übergabe Ende des Monats an General Tauentzien kam Selasinsky zunächst zu Scharnhorst und einige Wochen später als Adjutant in den Stab zu Yorck. Mit dem Yorckschen Korps nahm Selasinsky an der Schlacht bei Großgörschen teil, wurde dort verwundet und mit dem Eisernen Kreuz II. Klasse ausgezeichnet. Er kämpfte dann bei Bautzen, an der Katzbach und erhielt für Leipzig das Eiserne Kreuz I. Klasse.
Nach dem Pariser Frieden wurde Selasinsky Major und als solcher Adjutant unter Generalleutnant von Zieten. Unter ihm konnte er sich bei Ligny und Belle-Alliance auszeichnet. Für sein tapferes Verhalten verlieh ihm König Friedrich Wilhelm III. am 2. Oktober 1815 das Eichenlaub zum Pour le Mérite. Einige Tage später versetzte man ihn als Bataillonskommandeur zum 25. Infanterieregiment. Er kam dann Anfang Juli 1816 als Generalstabsoffizier zur Erfurter Brigade, erhielt am 10. Dezember 1816 den Sankt-Annen-Orden II. Klasse und wurde am 6. März 1817 zum Generalstab der 16. Division versetzt. Bereits im März 1818 kommandierte man Selasinsky zum General Ludwig von Wolzogen nach Frankfurt am Main sowie zum Aachener Kongress. Am 31. Januar 1822 folgte seine Versetzung in den Großen Generalstab nach Berlin als Sektionschef sowie am 30. März 1824 seine Beförderung zum Oberstleutnant. Selasinsky war dann vom 7. Mai 1825 bis 29. März 1835 Chef des Generalstabes des VII. Armee-Korps, wurde zwischenzeitlich am 30. März 1829 Oberst und anschließend Kommandeur der 10. Landwehr-Brigade. Er tauschte dann die Kommandeurstelle und übernahm am 11. April 1835 die 13. Landwehr-Brigade. Im Mai 1835 kam er wieder in den Generalstab und wurde am 30. März 1836 zum Generalmajor befördert. Der König ernannte Selasinsky am 29. April 1837 als Nachfolger des Generalleutnants von Stülpnagel zum Direktor der Ober-Militär-Examinationskommission. In dieser Stellung war Selasinsky auch Mitglied der Kommission zur Ausarbeitung eines neuen Armeereglements.
Für seine langjährigen Verdienste zeichnete Friedrich Wilhelm IV. ihn am 22. Januar 1843 mit dem Stern zum Roten Adlerorden II. Klasse mit Eichenlaub aus und beförderte Selasinsky am 30. März 1844 zum Generalleutnant. Außerdem wurde Selasinsky 1848 Rechtsritter des Johanniterordens.
Obwohl Selasinsky aufgrund seines angegriffenen Gesundheitszustandes nur bedingt dienstfähig war, wurde er am 15. Januar 1850 zum Mitglied und Präses der General-Ordens-Kommission und zusätzlich am 19. November 1850 in Vertretung auch Generalinspekteur des Erziehungs- und Bildungswesens. Unter Verleihung des Charakters als General der Infanterie erhielt Selasinsky am 20. November 1851 mit Pension seinen Abschied. Als verabschiedeter General blieb er noch bis zum 2. Dezember 1852 Präses der General-Ordens-Kommission.

### Gesellschaftliches Wirken
Selasinsky war vom 26. Februar 1849 bis zum 12. Mai 1849 Mitglied des ersten gesamtdeutschen Parlaments, der Nationalversammlung in der Frankfurter Paulskirche, als Vertreter des 13. Wahlbezirks (Jüterbog) der Provinz Brandenburg. Er gehörte der konservativen Fraktion Café Milani an. Am 28. März stimmte er für die Wahl Friedrich Wilhelms IV. zum Kaiser der Deutschen.
Seit 1848 war er Mitglied des Berliner Patriotischen Vereins und seit 1849 des Treubunds mit Gott für König und Vaterland.

### Freimaurerei
Karl Friedrich von Selasinsky wurde 1816 in die zur Großen Landesloge der Freimaurer von Deutschland gehörenden Freimaurerloge Friedrich Wilhelm zum Eisernen Kreuz aufgenommen, die damals kurzzeitig in Erfurt arbeitete. In späteren Jahren war er Mitglied der Berliner Loge Pegasus. Im Jahr 1838 wurde Salinsky zum zugeordneten Landesgroßmeister gewählt, 1841 und 1842 war er Landesgroßmeister. Von 1849 bis zu seinem Tode hatte er als Ordensmeister das höchste Amt dieser Großloge inne.
Er war Ehrenmitglied der Logen Urania zur Eintracht in Bützow, Zum Tempel der Eintracht und Wohltätigkeit in Havelberg, Georg zur Treue in Neustrelitz und Zum Ölzweig in Bremen. Am 1. Dezember 1853 wurde er zum Ritter des königlich-schwedischen Ordens Karls XIII. geschlagen, der Freimaurern vorbehalten ist.

### Familie
Selasinsky hatte sich am 28. September 1810 in Friedrichsdorf bei Falkenburg in Pommern mit Henriette Wilhelmine Juliane Jeannette von Knebel Doeberitz (* 21. September 1785 in Preußisch Stargard; † 5. Februar 1872 in Berlin) verheiratet. Sie war die Tochter des verstorbenen preußischen Generalmajors Christian Friedrich von Knebel. Aus der Ehe gingen zwei Töchter hervor:
- Luise (* 8. August 1811 in Berlin; † 26. November 1833) ⚭ 1833 den Regierungsrat Moritz Wilhelm Graf von Unruh (* 18. Juni 1804; † 1. Mai 1842)[1]. Sie verstarb noch im selben Jahr im Kindbett, doch überlebte der gemeinsame Sohn Ludwig Graf von Unruh (* 19. November 1833; † 31. Dezember 1912), der spätere Direktor des Königlichen Hausarchivs.
- Elisabeth Amalie Bernhardine Wilhelmine (* 19. November 1812 in Berlin; † 28. Dezember 1812 ebenda)

## Schriften
- Zwei Vorträge, gehalten im großen Ordens-Kapitel der Großen Landes-Loge von Deutschland in Berlin. Manuskript gedruckt für Bbr., Berlin 1849.
- Vorträge über die Akten des Schottischen St. Andreas-Lehrlings- und Gesellen-Grades. Eine Liebesgabe der großen Landes-Loge der Freimaurer von Deutschland an die leuchtenden St. Andreas-Logen. Große Landesloge, Berlin 1856.